# Ярославський повіт (Польща)
Ярославський повіт (пол. Powiat jarosławski) — один з 21 земських повітів Підкарпатського воєводства Польщі. Утворений 1 січня 1999 року внаслідок адміністративної реформи.

## Загальні дані
Повіт знаходиться у східній та центральній частині воєводства.
Адміністративний центр — місто Ярослав.
Станом на 1.01.2008 населення становить 121 853 осіб, площа 1028,66 км².

## Демографія
Демографічні дані повіту станом на 30.06.2005:
|       | Всього  | Всього | Жінки  | Жінки | Чоловіки | Чоловіки |
| ----- | ------- | ------ | ------ | ----- | -------- | -------- |
|       | осіб    | %      | осіб   | %     | осіб     | %        |
| Повіт | 122 175 | 100    | 63 051 | 51,6  | 59 124   | 48,4     |
| Міста | 46 078  | 100    | 24 553 | 53,3  | 21 525   | 46,7     |
| Села  | 76 097  | 100    | 38 498 | 50,6  | 37 599   | 49,4     |

## Адміністративний поділ

### Міські ґміни
- Ярослав
- Радимно

### Місько-сільська гміна
- Прухник

### Сільські ґміни
- В'язівниця
- Ляшки
- Павлосів
- Радимно
- Рокитниця
- Розвениця
- Хлопиці
- Ярослав

## Історія
9 вересня 1944 року в Любліні за вказівкою верховної радянської влади було укладено угоду між Польським комітет національного визволення та урядом УРСР, що передбачала польсько-український обмін населенням. З 15 жовтня 1944 по серпень 1946 року в Україну з Ярославського повіту було депортовано 36 666 осіб (з 37 038 взятих на облік до виселення).
У квітні-травні 1947 року під час операції «Вісла» польська армія виселила з Ярославського повіту на приєднані до Польщі північно-західні терени 14 122 українців. Залишилося 102 невиселених українці, які також підлягали виселенню.